# 安曇野市豊科地域振興バス
安曇野市豊科地域振興バス（あづみのしとよしなちいきしんこうバス）は安曇野市（旧豊科町）を運行するコミュニティバスである。運行を南安タクシーに委託している。循環路線であり、そこから「ぐるまるくん」という愛称がある。

## 停留所
南コース
- 第一ルート：豊科駅 - 老人福祉センター - 吉野町集会所 - こども病院 - 上鳥羽 - 専念寺 - 真々部（ままべ）公民館 - 梓橋- 上飯田 - 村田製作所 - 熊倉橋 - 熊倉春日神社 - 熊倉中村 -熊倉公民館 - 大原アルプス区公民館 - 湯多里山の神
- 第二ルート：豊科駅 - アビリティセンター - 役場（豊科支所） - 日赤南 -　保健センター - 成相 - 成相西 - 本村 -南豊科駅 - 本吉町 - 下鳥羽 - 立石 - 真々部町通り- 中飯田 - 下飯田 - 中曽根夫領 - 高家（たきべ）児童館 - 下中曽根 - 柳原 - 田沢橋西 - 南原 - 田沢駅 - JA上川支所前 - 湯多里山の神

北コース
- 第一ルート：豊科駅 - 新田公民館 - 新田中 - 細萱 - 飯沼飛行士記念館 - ビレッジ安曇野 - 北踏入 - 踏入公民館 - 第七分団詰所 - スワンガーデン北 - 徳治郎上手 - 徳治郎木戸 - 野田 - 中谷 - 湯多里山の神
- 第二ルート：豊科駅 - アビリティセンター - 役場 - 日赤南 - 保健センター - 老人福祉センター - 見岳町 - 近代美術館 - 新田西団地 - 新田東原 - 細萱県住 - 殿村 - 重柳（しげやなぎ） - お地蔵様 - 小穴工健 - 光橋東 - 南村 - 桜板北 - 桜板 - 小瀬幅彩菓市 - 湯多里山の神

## 運賃
- 小学生以上 - 100円
  - 未就学の子供や75歳以上の高齢者と生活保護世帯の住民（ぐるまるくん乗車券提示）、心身障害者（手帳等を提示）は無料。

## 運転日
- 12月31日 - 1月2日を除く月 - 金曜（但し、土日は運休）。

## 利用法
- 南北両コースとも、で出入口が一つしかない。そのため、降りる人が優先となる。車内放送はない上に、前払い。乗車時は自分の目的地を伝える。

## 車輌
- マイクロバスで車輌は南安タクシーが所有。

## 改革
- 2007年（平成19年）7月頃 - デマンド交通システムの試運行。
- 2007年（平成19年）9月8日 - デマンド交通システムの開始に伴い休止。

## その他
- 南回り、北回りの2台が同時に運行する。（湯多里山の神のみ）
- 車輌にはステッカーで「南号」「北号」の表示をしてあり乗り間違わないように注意が必要である。
- 交通事情により時刻より遅れる事がある
- 狭い道を運行するので大雪や工事等を含め、運休や変更は地域の無線放送などで知らせてくれる。
- 車内放送がない上に、降車ボタンがない。その為、行き先を運転手に伝える必要がある。
- 乗場は、豊科駅（市川食堂前）と豊科駅前ロータリーの東口である。